# Pedro Víllora
Pedro Manuel Víllora Gallardo (La Roda, Albacete, 13 de junio de 1968) es un escritor y dramaturgo español.

## Biografía
Pedro Víllora es licenciado en Ciencias de la Imagen Visual y Auditiva (Universidad Complutense), Dirección de Escena (RESAD) y Teoría de la Literatura y Literatura Comparada (Universidad de Valladolid). Ha sido profesor de Teoría de la Literatura en la Universidad Complutense y de Teoría Teatral en la Real Escuela Superior de Arte Dramático, donde fue Jefe de Estudios, Secretario Académico y Vicedirector.
Como periodista y crítico literario y teatral ha colaborado en numerosas revistas y medios de comunicación, fundamentalmente en RNE, Telemadrid y los diarios ABC y El Mundo, habiendo recibido los premios de periodismo Francisco Valdés, Juan Torres Grueso y Manuel Azaña. También ha recibido la beca de la Real Academia de España en Roma y la Medalla al Mérito Cultural en la Creación Literaria de la Junta de Comunidades de Castilla-La Mancha.
Es Socio de Honor del Club de Música y Jazz del Colegio Mayor San Juan Evangelista, donde residió entre 1987 y 1997 y fue secretario de su Centro de Estudios; y ha formado parte de las juntas directivas de la Asociación de Autores de Teatro (entre 2001 y 2006) y la Asociación Colegial de Escritores (desde 2022). Ha dirigido la revista de creación e investigación teatral Acotaciones y es Académico fundador de la Academia de las Artes Escénicas de España.

## Teatro

### Autor
Entre sus obras de teatro destacan:
- La misma historia (accésit Premio Lope de Vega 2000, finalista del Premio Mayte 2002, estrenada por el Centro Dramático Nacional en 2002).[1]
- Las cosas persas (Beca de la Comunidad de Madrid 1994, Premio Rojas Zorrilla 1997).
- Amado mío o la emoción artificial (Beca de la Comunidad de Madrid 1992, Premio Ciudad de Alcorcón 1999, seleccionada para la Convention Théâtrale Européenne 2000).
- El eclipse de un dios (1996).
- El ciego de Gondar (1999, escrita por encargo de la Casa de América).
- Bésame macho (Premio Nacional de Teatro Calderón de la Barca 2000).
- Electra en Oma (Beca de la Comunidad de Madrid 2004, Premio Beckett 2005).
- La noche de mamá (Premio Santa Cruz de la Palma 2006).
- Tres mujeres públicas.
- El juglar del Cid (Mención Especial del Premio El Espectáculo Teatral 2008. Finalista del Premio Mayte 2010).
- Asma de copla.
- Lana (en colaboración con Octavio Aceves).
- Poderosas  (Premio El Espectáculo Teatral 2013).
- La vida (Premio Francisco Nieva 2015).
- Canciones para un joven Cervantes (2016).
- Auto de los inocentes (2018).
- Mundo Dante (2019).
- Prólogo para La manta zamorana (2019).
- Romeo y Otelo (2019).
- Revoltosa'69 (2021), a partir de La Revoltosa de Ruperto Chapí, José López Silva y Carlos Fernández Shaw.
- María Callas, sfogato (2021)
- El amor... Falla (2022)
- Ofelia (Premio Esquilo, 2022)
- La vida chulapa (2023)

## Literatura
- Ha escrito libros de narrativa (Por el amor de Ladis, Beca del Ministerio de Cultura en 1991), poesía (Aprendizaje de la mezquindad, Premio Sial 2002) y cine (Juegos de cine, 2009), además de las memorias de Sara Montiel (Vivir es un placer, 2000), Imperio Argentina (Malena Clara, 2001) y María Luisa Merlo (Más allá del teatro, 2003).

- También ha publicado sendos estudios literarios sobre Terenci Moix (La noche no es hermosa, 1994) y Ana María Matute (Casa de juegos prohibidos, 1997), coordinó el coleccionable La Gran Historia del Cine (1995-97) y es editor del Teatro completo (2003) de Adolfo Marsillach y de la antología del musical español Teatro frívolo (2007).